# Беляев, Владимир Максимович
Влади́мир Макси́мович Беля́ев (1911—1943) — советский военнослужащий, участник Великой Отечественной войны, Герой Советского Союза, командир миномётного взвода 282-го гвардейского стрелкового полка (92-я гвардейская стрелковая дивизия, 37-я армия, Степной фронт), гвардии старший сержант.

## Биография
Родился в 1911 году в деревне Крутое Николо-Межевской волости Кологривского уезда Костромской губернии (ныне урочище Крутое в Межевском районе Костромской области). С 1939 года до момента призыва в июле 1941 года жил в городе Вичуге Ивановской области, работал на текстильной фабрике. Член ВКП(б) с 1939 года.
Отличился в боях под Белгородом и при форсировании Днепра.
30 сентября 1943 года старший сержант Беляев во главе миномётного взвода под ожесточённым огнём противника, одним из первых форсировал Днепр в районе села Дериевка (Онуфриевский район Кировоградской области). На правом берегу реки был назначен командиром штурмовой группы в составе стрелкового и миномётного взводов. Повёл группу на штурм господствующей высоты и взял её, уничтожив до ста вражеских солдат и пять автомашин с боеприпасами. Был ранен, но продолжал управлять боем до подхода подкрепления.
Указом Президиума Верховного Совета СССР от 20 декабря 1943 года за образцовое выполнение заданий командования и проявленные мужество и героизм в боях с немецко-фашистскими захватчиками гвардии старшему сержанту Беляеву Владимиру Максимовичу присвоено звание Героя Советского Союза.
Но получить высокую награду Герой не успел. Старший сержант Беляев пропал без вести в конце декабря 1943 года в боях на Правобережной Украине.

## Награды
- Награждён орденом Ленина, медалью.

## Память
- Именем Героя названа улица в г. Вичуге.